# 多洛
多洛（法語：Dollot，法語發音：[dɔlo]）是法国勃艮第-弗朗什-孔泰大区约讷省的一个市镇，位于该省西北部，属于桑斯区。

## 地理
多洛（48°12'41"N, 3°4'21"E）面积15.28 平方千米，位于法国勃艮第-弗朗什-孔泰大區约讷省，该省份为法国中北部省份，西接卢瓦雷省，西北接塞纳-马恩省，南至涅夫勒省，东临科多尔省，东北与奥布省接壤。
与多洛接壤的市镇（或旧市镇、城区）包括：蒙塔谢-维勒加尔丹、布拉奈、谢鲁瓦、利克西、圣瓦莱里安、瓦勒里。

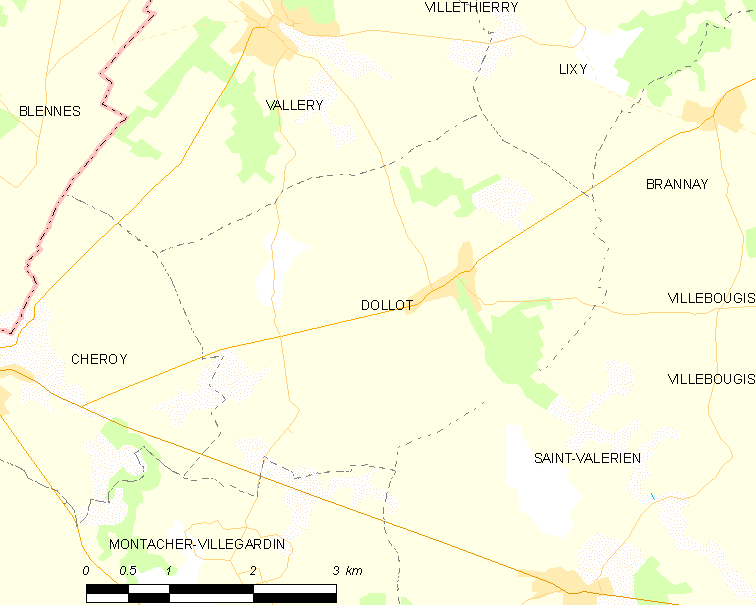
多洛的OSM定位图

多洛的时区为UTC+01:00、UTC+02:00（夏令时）。

## 行政
多洛的邮政编码为89150，INSEE市镇编码为89143。

## 政治
多洛所属的省级选区为勃艮第地区加蒂奈县。

## 人口

多洛1962-2008年间人口变化图示

多洛于2022年1月1日时的人口数量为326人。